# Elateriopsis oerstedii
Elateriopsis oerstedii là một loài thực vật có hoa trong họ Cucurbitaceae. Loài này được (Cogn.) Pittier mô tả khoa học đầu tiên năm 1910.